# Græshoppebroen
 Der er for få eller ingen kildehenvisninger i denne artikel, hvilket er et problem. Du kan hjælpe ved at angive troværdige kilder til de påstande, som fremføres i artiklen.

Græshoppebroen eller Karrebæksmindebroen er en klapbro mellem Karrebæksminde og Enø syd for Næstved.
Broen består af 14,8 tons gamle hestesko og 5 tons akselstål, har en kontravægt på 100 ton og vejer i alt 200 ton.
Broen blev indviet i 1936, og fremstod da i en grå farve.
I 1988 tog Karrebæk/Karrebæksminde Erhvervsforening initiativ til renovering af Karrebæksmindebroen. Grunden var 50-året for ibrugtagningen af broen. Man fik kunstneren Tonny Hofman til at udsmykke broen som en græshoppe.
Den 16. juli 1988 døbtes broen "Græshoppen". Navngivningen blev foretaget af Havne- og byrådsmedlem Birgit Jørgensen, der også var formand for Havnens jubilæumsudvalg. Samtidig blev der sluppet 60 levende græshopper fri. Den lokale musiker Bjarne Nilsson skrev en sang til broen.
I 2003 slog broen revner, og den blev igen renoveret, men dog ikke malet i sin grønne græshoppefarve.
I 2005 tog Karrebæk/Karrebæksminde Erhvervsforening igen initiativ til, at udsmykke "Græshoppen", og man valgte den unge Næstved-kunstner Lizette Rosager til opgaven. Udsmykningen var en stor udgift for foreningen, men den fik dog til sidst samlet de nødvendige 280.000 kr., som projektet løb op i.
Den 3. juni 2006 afsløredes "Græshoppen"s nye skikkelse af byens borgmester Henning Jensen.
Broen bibeholdt sin oprindelige grønne farve, men fik ny ansigtsmarkering og følehorn, udført af godt 1000 kg. kobber.
Græshoppebroen blev i september 2020 renoveret endnu en gang.
Den 9. juni 2025 blev broen beskadiget da broen åbnede lidt for meget og det ene øje ramte vejen. Da man var bange for at øjet ville falde af pga. skader valgte man at pille det af. 